# Сборная СССР по боксу

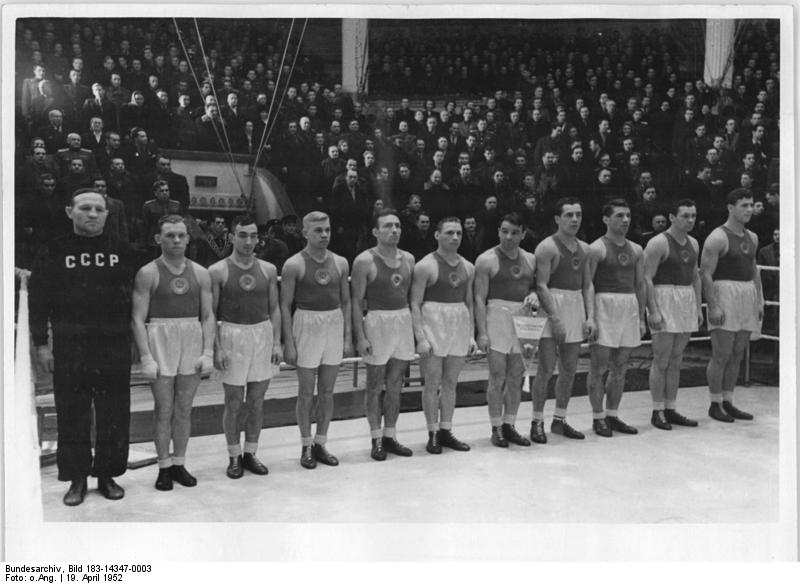
Сборная СССР по боксу на международном турнире в Москве в 1952 году

Сборная СССР по боксу — главная команда, представлявшая СССР на международных соревнованиях по любительскому боксу с 1952 по 1991 год. В этот период времени она приняла участие в 9 Олимпийских играх (1952—1980, 1988), 6 чемпионатах мира (1974—1991), 20 чемпионатах Европы (1953—1991). Её представители 14 раз становились олимпийскими чемпионами, 15 раз чемпионами мира и 92 раза чемпионами Европы.
Советские боксёры, становившиеся олимпийскими чемпионами:
Мельбурн-1956
- Владимир Сафронов — полулегкий вес
- Владимир Енгибарян — 1-й полусредний вес
- Геннадий Шатков — 2-й средний вес

Рим-1960
- Олег Григорьев — легчайший вес

Токио-1964
- Станислав Степашкин — полулегкий вес
- Борис Лагутин — 1-й средний вес
- Валерий Попенченко — 2-й средний вес

Мехико-1968
- Валериан Соколов — легчайший вес
- Борис Лагутин — 1-й средний вес
- Дан Позняк — полутяжёлый вес

Мюнхен-1972
- Борис Кузнецов — полулегкий вес
- Вячеслав Лемешев — 2-й средний вес

Москва-1980
- Шамиль Сабиров — наилегчайший вес

Сеул-1988
- Вячеслав Яновский — 1-й полусредний вес